# Iznájar
Iznájar là một đô thị trong tỉnh Córdoba, Andalucia, Tây Ban Nha.